# Desa Sumbergondo (administrativ by i Indonesien, lat -7,80, long 112,55)
Desa Sumbergondo är en administrativ by i Indonesien.   Den ligger i provinsen Jawa Timur, i den västra delen av landet, 700 km öster om huvudstaden Jakarta.